# Сезерья (кантон)
Сезерья (фр. Ceyzériat) — кантон во Франции, находится в регионе Рона-Альпы. Департамент кантона — Эн. Входит в состав округа Бурк-ан-Брес. Население кантона на 2006 год составляло 8618 человек.
Код кантона 0107. Всего в кантон Сезерья входят 11 коммун, из них главной коммуной является Сезерья.

## Коммуны кантона
- Вильреверсюр — население 1184 чел.
- Симандр-сюр-Сюран — население 652 чел.
- Ревонна — население 630 чел.
- Рамас — население 264 чел.
- Боа-Мерья-Ринья — население 795 чел.
- Жасрон — население 1363 чел.
- Откур-Романеш — население 731 чел.
- Гран-Коран — население 123 чел.
- Дром (коммуна, Франция) — население 166 чел.
- Сиз — население 141 чел.
- Сезерья — население 2569 чел.

## Население
Население кантона на 1999 год составляло 7 898 человек.
| 1962  | 1968  | 1975  | 1982  | 1990  | 1999  | 2006 | 2007 |
| ----- | ----- | ----- | ----- | ----- | ----- | ---- | ---- |
| 4 804 | 5 340 | 5 606 | 6 434 | 6 948 | 7 898 | -    | -    |